# شهرستان سونگجیانگ
شهرستان سونگجیانگ (به لاتین: Congjiang County) یک منطقهٔ مسکونی در چین است که در کیاندونگنان واقع شده‌است.